# Pfarrkirche St. Peter ob Judenburg

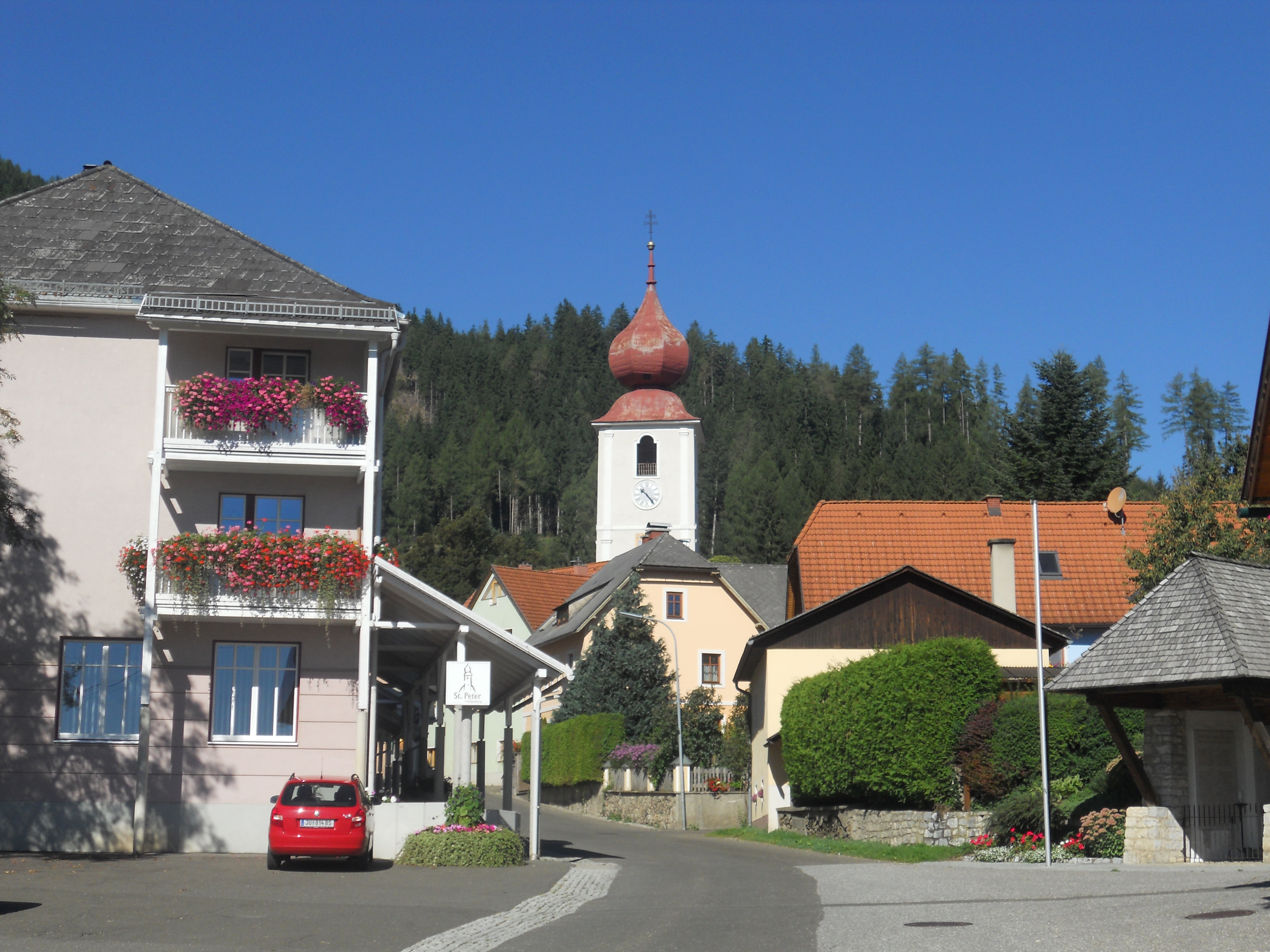
Katholische Pfarrkirche St. Peter ob Judenburg

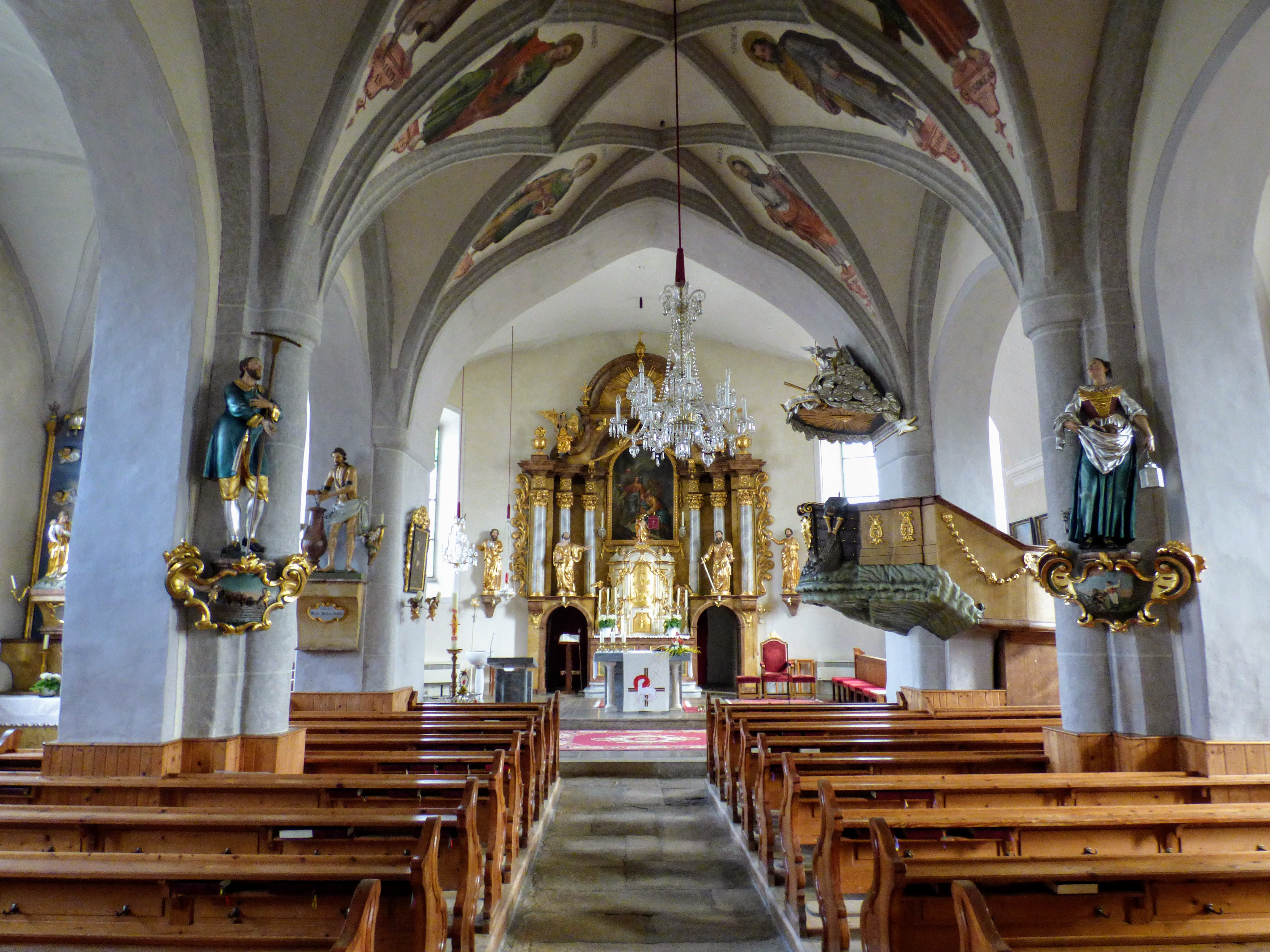
Mittelschiff, Blick zum Chor

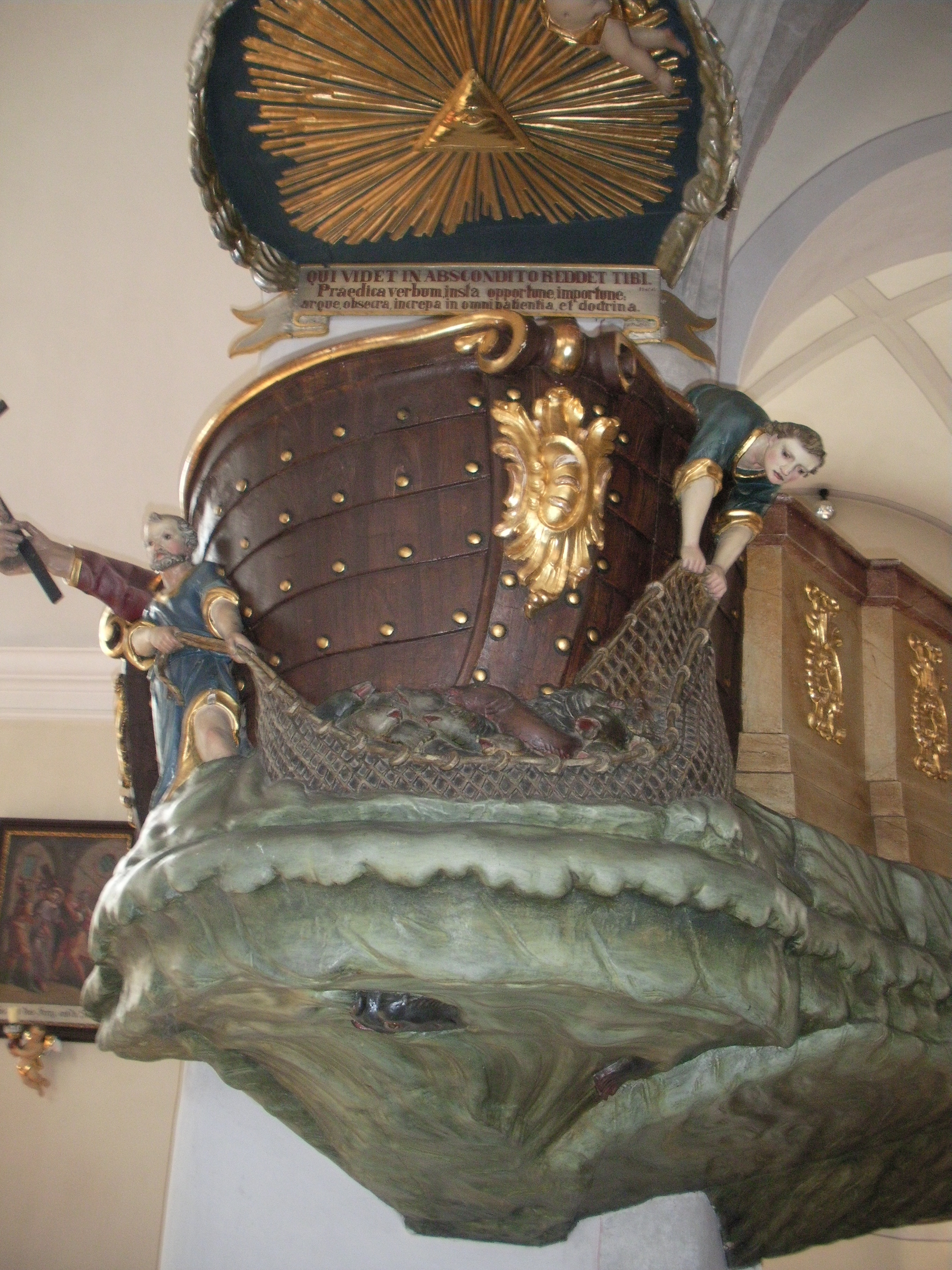
Langhaus, Fischerkanzel

Die römisch-katholische Pfarrkirche St. Peter ob Judenburg steht in der Gemeinde Sankt Peter ob Judenburg im Bezirk Murtal der Steiermark. Die dem Patrozinium des hl. Petrus unterstellte Pfarrkirche gehört zur Region Obersteiermark West (Dekanat Judenburg) in der Diözese Graz-Seckau. Die Kirche und der Friedhof stehen unter Denkmalschutz (Listeneintrag).

## Geschichte
Urkundlich wurde 1140 eine Kirche genannt. Das Nord- und Mittelschiff des Langhauses sind spätgotisch, das Südschiff mit Chor und Ostturm entstand von 1709 bis 1710 durch den Judenburger Maurermeister Lorenz Fraidler. Die Kirche wurde 1763 teils erneuert. 1958 war eine Restaurierung.

## Architektur
Die Kirche ist von einem ummauerten Friedhof umgeben, das östliche Friedhofstor hat eine Figurennische.
Das Kirchenäußere zeigt an der Nordwand des Langhauses abgetreppte Strebepfeiler bis zwei Drittel der Höhe. Das Langhaus trägt ein hohes Schopfwalmdach. Der Westfront ist eine offene dreiachsige barocke Vorhalle mit Kreuzgratgewölben vorgestellt. Der dreigeschoßige Turm zeigt schmale flache Pilaster und trägt eine barocke Haube und Zwiebel.
Das Kircheninnere zeigt ein dreischiffiges vierjochiges Langhaus mit ziemlich gleich hohen Schiffen, das Mittelschiff mit einem spätgotischen Netzrippengewölbe mit Zweiparallelrippen auf kräftigen Halbrunddiensten, die Seitenschiffe sind kreuzgratgewölbt. Die hölzerne vorschwingende Westempore über alle drei Schiffe gehend ist aus dem zweiten Drittel des 18. Jahrhunderts. Der gering eingezogene barocke Chor hat einen flachen Dreiseitschluss und ein Stichkappentonnengewölbe, im Osten ist der Turm angebaut. Die Kirche hat barocke Rechteckfenster.

## Einrichtung
Der Hochaltar um 1800 als Säulenaltar mit Umgangsportalen zeigt das Altarblatt Petri Schlüsselübergabe von Johann Lederwasch 1799 und trägt die Statuen der Heiligen Matthias, Bartholomäus, Peter und Paul von Johann Frotschegger 1805, von Frotschegger ist auch der Tabernakel mit dem Relief Kreuzigung. Der linke Seitenaltar trägt eine neuzeitliche Anna-Gruppe und die barocken Statuen der Erzengel Raphael und Michael. Der rechte Seitenaltar trägt ein lebensgroßes spätgotisches Kruzifix um 1510/1520 sowie schwache barocke Figuren Maria und Johannes aus der zweiten Hälfte des 17. Jahrhunderts. Im Nordschiff steht ein barocker Marienaltar aus dem letzten Drittel des 17. Jahrhunderts mit einer gotischen, im 18. Jahrhundert überschnitzten Marienstatue. Im Südschiff steht ein Barbaraaltar aus 1678 mit Statuen des Bildhauers Franz Camerlander.
Bemerkenswerte Fischerkanzel mit Korb als Schiffsrumpf mit Petrus als Fischer von Johann Nischlwitzer 1774 gefasst von Ignaz Loy 1776.
Die Statuen der Heiligen Isidor, Notburga, Christus an der Geißelsäule schuf Balthasar Prandtstätter. In der Vorhalle steht in einer Nische eine derb überschnitzte gotische Pietà aus dem zweiten Viertel des 15. Jahrhunderts.
Die neugotische Orgel baute Matthäus Mauracher 1891.

## Grabdenkmäler
In der Vorhalle
- Schmiedeeisernes Grabkreuz aus dem Ende des 18. Jahrhunderts
- Grabstein für den Steinmetz Fizencz von Mitterndorf gestorben 1561 mit Wappenschild und Meisterzeichen

Im Friedhof
- Gewerkengrab Ebner